# Ханда
Ханда (јап. 半田市) град је у Јапану у префектури Аичи. Према попису становништва из 2005. у граду је живело 115.845 становника.

## Становништво
Према подацима са пописа, у граду је 2005. године живело 115.845 становника.
| 1995.   | 2000.   | 2005.   |
| ------- | ------- | ------- |
| 106.452 | 110.837 | 115.845 |